# Madison Keys
Madison Keys (nascida em 17 de fevereiro de 1995) é uma tenista profissional americana. 
Ela foi classificada como número 7 do mundo pela Women's Tennis Association (WTA), uma classificação que ela alcançou pela primeira vez em outubro de 2016. Keys jogou em uma final de torneio Grand Slam no US Open de 2017, competiu no WTA Finals de 2016, foi semifinalista nos Jogos Olímpicos de Verão de 2016. e foi campeã do torneio Grand Slam no Austráia Open de 2025.
Ela ganhou seis torneios WTA, cinco dos quais no nível Premier, e conquistou o título no Cincinnati Open 2019, um evento Premier 5. e conquistou seu maior título em 2025 no Austrália Open.
Conhecida por ter um saque rápido e um dos forehands mais poderosos do circuito, Keys usou seu estilo de jogo agressivo para se tornar uma das líderes da próxima geração do tênis americano ao lado de Sloane Stephens, CoCo Vandeweghe e Sofia Kenin. Ela estreou no top 10 do ranking WTA em 2016, tornando-se a primeira mulher americana a atingir esse marco desde Serena Williams, 17 anos antes. Quando Keys e Stephens se enfrentaram na final do US Open de 2017, ela quabraram uma sequência sem finais entre mulheres americanas, desde quando as irmãs Williams, aparecem em uma final de Grand Slam em 2005. Keys também teve sucesso em todas as superfícies, vencendo ao menos um título em cada e ter alcançado pelo menos a fase das quartas de final de todos os quatro torneios do Grand Slam.Keys se inspirou para começar a jogar tênis depois de ver na TV os vestidos que Venus Williams estava usando em Wimbledon. Originalmente de Quad Cities em Illinois, ela se mudou para a Flórida para treinar na Evert Tennis Academy. Seus treinadores a consideravam um prodígio e acreditavam que ela tinha uma boa chance de conquistar um título importante. Keys se tornou profissional em seu aniversário de 14 anos e rapidamente mostrou seu potencial ao se tornar uma das jogadoras mais jovens a vencer uma partida de nível WTA Tour alguns meses depois. Ela também ganhou uma exibição do World TeamTennis [en] contra a então número 2 do mundo, Serena Williams, no final daquele ano. Keys alcançou o top 100 do ranking  da WTA em 2013 aos 17 anos. Ela teve sua primeira grande participação em um torneio importante no início de 2015, quando chegou às semifinais do Australian Open quando adolescente.

## Início da vida e antecedentes
Keys nasceu em 17 de fevereiro de 1995, em Rock Island, uma das Quad Cities [en] no noroeste de Illinois. Seus pais, Rick e Christine, são ambos advogados, e seu pai também foi jogador de basquete universitário All-American da Divisão III no Augustana College. [en] Ela tem uma irmã mais velha chamada Sydney e duas irmãs mais novas chamadas Montana e Hunter, nenhuma das quais joga tênis. A paixão de Keys pelo tênis começou ainda jovem. Seu interesse pelo esporte surgiu ao assistir Wimbledon na televisão quando ela tinha quatro anos. Keys pediu a seus pais um vestido de tênis branco como o que Venus Williams estava usando, e eles se ofereceram para comprar um para ela se ela começasse a jogar tênis. Seu pai disse que depois dessa barganha, "Tudo o que [Madison] fez foi tentar acertar as bolas no quintal vizinho — home runs".
Keys começou a jogar tênis no Quad-City Tennis Club em Moline. Ela começou a ter aulas regularmente aos sete anos e começou a competir em torneios aos nove. Quando ela tinha dez anos, ela se mudou para a Flórida com sua mãe e irmãs mais novas para que pudesse treinar na Evert Tennis Academy [en], fundada por John Evert e também parcialmente dirigida por sua irmã, pertencente à "International Tennis Hall of Fame" Chris Evert. A princípio, John disse que "a achava muito atlética, um talento bruto fisicamente. Ela definitivamente precisava ter seus golpes lapidados". Keys notou que seu jogo era muito diferente quando ela estava começando na academia em comparação com como é como profissional, dizendo: "Eu não gostava de golpes de fundo, não gostava tanto de pontos longos, então apenas corria para a rede e tentava um voleio." No entanto, os treinadores de Keys tinham grandes esperanças para ela. Chris disse: "Aos 12 anos, ela é praticamente uma jogadora para todas as quadras; ela não é unidimensional, o que é muito raro hoje em dia."

## Carreira júnior
Quando Keys tinha 12 anos, ela fez 23–2 em suas partidas femininas de 12 anos, incluindo um perfeito 19–0 em 2007. Seu título mais notável foi uma vitória no Junior Orange Bowl para menores de 12 anos. Aos 13 anos, Keys começou a competir em eventos da ITF para menores de 18 anos. Em janeiro de 2009, ela ganhou a Copa del Café, um torneio de alto nível de Grau 1 na Costa Rica, tornando-se a primeira vencedora americana do evento feminino em seus 26 anos de história. Mais tarde naquele ano, seu treinador John Evert comentou que: "Ela tem armas desde muito jovem. A maioria dos melhores jogadores do mundo tem armas, mas leva algum tempo para desenvolvê-las. Madison, aos 14 anos, pode atingi-la. saque ou seu forehand tão grande quanto a maioria das garotas, e algumas das melhores garotas, no circuito profissional."
Aos 15 anos, Keys disputou apenas cinco eventos do ITF Junior Circuit, optando por jogar em oito eventos do ITF Pro Circuit no mesmo período. Seu melhor resultado naquele ano foi ganhar os títulos de simples e duplas no Campeonato Pan-Americano Fechado da ITF de Grau B1, que é o torneio regional de nível mais alto no tour júnior. Após o US Open de 2011, Keys mudou-se para o tour profissional em tempo integral. Ela estava classificada em 16º lugar no ranking júnior da ITF na época, um recorde pessoal. Nesta fase de sua carreira, ela já tinha 1,78 m, sacando a 115 milhas por hora (185 km/h), e podia acertar forehands e backhands fortes.

## Carreira profissional

### 2009–12: Vitória em partida da WTA aos 14 anos
Keys se tornou profissional em fevereiro de 2009, em seu aniversário de 14 anos. Ela fez sua estreia no WTA Tour alguns meses depois no Ponte Vedra Beach Championships, tendo disputado apenas um torneio profissional anterior, onde perdeu sua única partida. Em sua estreia, ela derrotou a número 81 do mundo, Alla Kudryavtseva, em dois sets. Aos 14 anos e 48 dias, ela se tornou a 7ª jogadora mais jovem a vencer uma partida de nível WTA e a mais jovem desde Martina Hingis em 1994. A "cabeça de chave" Nadia Petrova eliminou Keys do torneio na rodada seguinte. Devido à política de restrição de idade do tour, ela não pôde participar de outro torneio WTA naquele ano. Mesmo assim, Keys encontrou outra oportunidade de jogar contra as melhores profissionais ao participar da liga "World TeamTennis [en]" (WTT) como membro do Philadelphia Freedoms [en]. Com apenas 14 anos, ela venceu Serena Williams em um set de cinco games (regras da WTT). Williams estava em segundo lugar no ranking mundial na época e tinha acabado de vencer Wimbledon no início daquele mês.
Durante seus primeiros anos, Keys jogou principalmente no Circuito Feminino da ITF, onde ganhou três títulos em simples e um em duplas. Sua próxima oportunidade de jogar no WTA Tour veio em março de 2011, quando recebeu um "wild card" para o Miami Open. Keys foi derrotada pela nº 41, Patty Schnyder, na primeira rodada, apesar de ter tido a chance de sacar para a partida. Vários meses depois, Keys venceu um playoff por convite para ganhar uma das vagas de "wild card" americano na chave principal do US Open. Ela derrotou a compatriota Jill Craybas em sua estreia em torneio do Grand Slam para se tornar a mais jovem vencedora de uma partida no evento em seis anos, aos 16 anos. Keys também venceu um "wild card" para a qualificatória do Australian Open de 2012, mas não conseguiu passar da primeira rodada.

### 2013: Estrela em ascensão, estreia no top 50, vitória no top 10
Keys começou o ano em 149º lugar no ranking mundial. Tendo chegado a relativamente poucas chaves principais da WTA nos anos anteriores, Keys disputou apenas eventos de nível tour em 2013. No Sydney International, Keys chegou às quartas de final de um evento WTA pela primeira vez, derrotando Lucie Šafářová e Zheng Jie, as duas jogadoras que a venceram em seus dois primeiros torneios Major. Pelo segundo ano consecutivo, Keys venceu o "Australian Open Wildcard Playoff". No Australian Open, ela derrotou Casey Dellacqua e a 30ª Tamira Paszek para chegar à terceira rodada, antes de ser eliminada pela 5ª cabeça de chave, Angelique Kerber. Com esse sucesso, ela entrou no top 100 do ranking da WTA na 81ª posição um mês antes de completar 18 anos.
Na temporada de saibro, Keys alcançou mais uma quarta de final no Charleston Open antes de perder para Venus Williams, um de seus ídolos de infância, em seu primeiro encontro. Em seguida, ela jogou no Madrid Open e derrotou a número 6 do mundo, Li Na, pouco depois de quase derrotá-la em Sydney no início do ano. Esta foi a primeira vitória de Keys sobre uma adversária entre as 10 primeiras. Keys concluiu a temporada no saibro com uma participação na segunda rodada em sua estreia no Aberto da França. Em Wimbledon, ela aproveitou a segunda aparição consecutiva na terceira rodada para chegar ao top 50.
Keys teve um período relativamente tranquilo após Wimbledon. Em outubro, ela terminou sua temporada no Aberto do Japão em Osaka, onde alcançou sua primeira semifinal do WTA. Ela perdeu para a eventual campeã Samantha Stosur. Depois de um ano de sucesso na turnê, Keys terminou o ano na 37ª posição, uma melhoria de mais de 100 posições desde o início da temporada.

### 2014: Primeiro título WTA
No segundo torneio do ano de Keys, ela voltou ao Sydney International e fez sua primeira semifinal em torneio Premier. Ela passou pela 11ª, Simona Halep, na primeira rodada antes de perder para a 9ª, Angelique Kerber. Em seguida, ela jogou no Australian Open, mas foi derrotada por Zheng Jie na segunda rodada, depois de perder um duplo "break point" no set final. Em fevereiro, Keys fez sua estreia na Fed Cup contra a Itália. Ela perdeu sua única partida de simples para Camila Giorgi, mas conseguiu vencer a partida de duplas com Lauren Davis na derrota dos Estados Unidos. Keys participou novamente da Fed Cup em abril. Os Estados Unidos perderam esta eliminatória para a França por 3-2 e foram eliminados do Grupo Mundial de primeira linha. Keys venceu sua primeira partida da Fed Cup contra Alizé Cornet, mas não conseguiu vencer sua próxima partida de simples ou a partida decisiva de duplas com Sloane Stephens.
Keys entrou no Internationaux de Strasbourg tendo vencido partidas consecutivas apenas uma vez desde Sydney. Ela conseguiu recuperar a forma na França e chegou à semifinal do torneio. No Aberto da França, ela enfrentou Sara Errani, décima cabeça de chave, especialista em quadra de saibro, e perdeu na primeira rodada. Na temporada de quadra de grama, Keys conquistou seu primeiro título WTA no Eastbourne International, um torneio de nível Premier. Ela derrotou duas das dez primeiras jogadoras do evento, a 7ª Jelena Janković na primeira rodada e a 9ª Angelique Kerber na final. Esta foi sua única vitória sobre Kerber, que dominaria Keys em suas partidas futuras. Durante a final, ela também acertou um saque de 126 milhas por hora (203 km/h), que teria sido o quinto mais rápido já registrado na história do tênis feminino se o torneio estivesse coletando oficialmente dados de velocidade de saque. O título fez de Keys, de 19 anos, a mais jovem campeã americana desde Vania King em 2006 e o primeira campeã adolescente desde Caroline Wozniacki em 2009. Keys manteve essa forma para chegar à terceira rodada em Wimbledon, mas foi forçado a desistir da partida devido a uma lesão na perna.
Keys venceu menos da metade de suas partidas no restante da temporada. Um de seus melhores resultados veio no Cincinnati Open, onde ela venceu Alizé Cornet em boa forma, antes de forçar a número 6 Maria Sharapova a um jogo de três sets na segunda rodada. No US Open, Keys foi classificada pela primeira vez em um torneio Major, no 27º lugar, mas sofreu uma decepcionante derrota na segunda rodada para a vinda da qualificatória Aleksandra Krunić. Ela fechou o ano chegando às quartas de final no Aberto do Japão. Keys manteve uma classificação estável entre as 50 primeiras ao longo do ano e terminou a temporada em 31º lugar no mundo.

### 2015: Semifinal em torneio Major, top 20
Na pré-temporada, Keys começou a trabalhar com a ex-número 1 do mundo, Lindsay Davenport, bem como com seu marido Jon Leach [en]. Com sua nova equipe técnica, Keys alcançou o escalão superior do tênis feminino no Australian Open. Ela derrotou a então atual campeã de Wimbledon e número 4 do mundo, Petra Kvitová, em dois sets na terceira rodada. Nas quartas de final, Keys teve a segunda oportunidade de enfrentar Venus Williams, que estava em 18º lugar no ranking mundial. Ela derrotou Venus pela primeira vez em uma partida acirrada de três sets, apesar de ter machucado a coxa esquerda no meio do segundo set. Isso configurou um confronto com a número 1 do mundo, Serena Williams, nas semifinais. Depois de um primeiro set muito acirrado, Keys acabou perdendo em dois sets. Após a partida, Serena, que acabou conquistando o título, falou de um futuro brilhante para Keys, dizendo: "Foi uma honra para mim jogar contra alguém que será o número 1 no futuro." Com sua primeira semifinal em torneio Major, Keys subiu para o top 20 pela primeira vez.
Keys não conseguiu manter seu momento durante a temporada de quadra dura do início do ano. Mesmo assim, ela continuou a impressionar quando a temporada de saibro chegou. Ela chegou à final no Charleston Open, perdendo para Angelique Kerber depois de perder uma vantagem de 4–1 no terceiro set. Como 16ª cabeça de chave no Aberto da França, Keys chegou à terceira rodada antes de cair para a 23ª cabeça de chave Timea Bacsinszky, em dois sets. Ela então continuou sua série de fortes desempenhos em majors, chegando às quartas de final em Wimbledon.
No US Open, Keys avançou para a quarta rodada, onde foi derrotada por Serena Williams em um torneio Major pela segunda vez no ano. Keys terminou a temporada com uma classificação alta o suficiente para se qualificar para o WTA Elite Trophy inaugural, um torneio de final de ano semelhante ao WTA Finals de primeira linha para os jogadores mais bem classificados que não se classificaram para as finais de nível superior. Keys terminou em segundo lugar em seu grupo round robin de três pessoas, à frente de Zheng Saisai, a quem ela derrotou, e atrás da cabeça de chave geral, Venus Williams, para quem ela perdeu em uma partida acirrada. Como vencedora do grupo, Venus foi a única jogadora a avançar para a final e acabou vencendo o torneio. Após o término da temporada, Keys se separou de sua equipe técnica para encontrar um treinador em tempo integral, uma função que Davenport não conseguiu cumprir devido a compromissos com sua família e ao seu trabalho como comentarista.

### 2016: Top 10, duas finais de Premier 5, número 7 do mundo, vaga no WTA Finals
Keys começou o ano em 18º lugar no ranking mundial. Ela chegou à quarta rodada do Australian Open, onde perdeu para a vinda da qualificatória Zhang Shuai em uma partida em que estava à frente até começar a sentir dores na perna no segundo set. Ela não jogou novamente até o Indian Wells Open. No Miami Open, Keys produziu outro bom resultado com seu primeiro quarto de final em um evento Premier Mandatory.
Durante a temporada de saibro, Keys contratou Thomas Högstedt [en] para ser seu treinador. Ela dispensou Jesse Levine, que a treinava desde o início do ano, de sua equipe nas próximas semanas. Sua nova parceria rapidamente provou ser um sucesso, com Keys chegando à final do Aberto da Itália que antecedeu o Aberto da França, sua primeira final em um evento Premier 5 e a maior de sua carreira. Durante o evento, ela derrotou duas jogadoras entre as dez primeiras, a 9ª Petra Kvitová e a 4ª Garbiñe Muguruza. Ela perdeu na final para a compatriota e número 1 do mundo, Serena Williams, em dois sets. No Aberto da França, Keys venceu suas três primeiras partidas em dois sets antes de cair inesperadamente para Kiki Bertens, que não era cabeça de chave, na quarta rodada.
Mesmo assim, Keys seguiu essa forte temporada em quadras de saibro com uma excelente temporada em quadras de grama, com destaque para seu segundo título de carreira no Birmingham Classic. Com esta vitória em um evento de nível Premier, ela entrou entre as dez primeiras pela primeira vez em sua carreira aos 21 anos, tornando-se a primeira mulher americana a fazê-lo desde Serena Williams em 1999. As compatriotas CoCo Vandeweghe e Sloane Stephens seguiram o exemplo com suas próprias estreias entre as dez primeiras em 2017 e 2018, respectivamente. Como 9ª cabeça de chave em Wimbledon, Keys avançou para a quarta rodada, onde foi derrotada pela 5ª Simona Halep, apesar de vencer o primeiro set. Mais tarde naquele mês, Keys alcançou sua segunda final consecutiva de torneios Premier 5 no Aberto do Canadá em Montreal, onde perdeu novamente para Simona Halep. Seu próximo torneio foi o evento olímpico de simples no Rio de Janeiro. Como cabeça de chave número 7, Keys chegou às semifinais, onde foi eliminada por Angelique Kerber. Ela então perdeu a disputa pela medalha de bronze para Petra Kvitová em três sets, perdendo por pouco uma medalha.
No US Open como 8ª cabeça de chave, Keys conseguiu chegar à quarta rodada depois de uma recuperação milagrosa contra a adolescente Naomi Osaka em sua partida da terceira rodada, onde se recuperou de estar perdendo por 5–1 no terceiro set. Ela então perdeu para Caroline Wozniacki, tendo sido eliminada em todos os quatro torneios do Grand Slam daquele ano na quarta rodada. Mesmo assim, Keys ainda estava na disputa por uma vaga no WTA Finals em Cingapura, estando classificada em 9º lugar na época, com as oito primeiras no ranking da WTA sendo convidadas para o evento. Ela permaneceu na corrida chegando às quartas de final no Wuhan Open. Ela então alcançou as semifinais em semanas consecutivas no China Open em Pequim e no Ladies Linz Open na Áustria. Como resultado, ela conseguiu se classificar para Cingapura uma semana antes do torneio. Estreando no evento, Keys derrotou Dominika Cibulková, mas perdeu as outras duas partidas. Ela não avançou da fase de round robin, com Cibulková chegando às rodadas finais através dos critérios de desempate e vencendo o evento. Keys terminou o ano em 8º lugar no ranking mundial, tornando-se a primeira americana, além das irmãs Williams, a terminar um ano entre as 10 primeiras desde Lindsay Davenport em 2005. Apesar de seu ano de sucesso, Keys encerrou sua parceria com o técnico Högstedt em Novembro.

### 2017: Luta contra lesões, vice-campeã do US Open
Antes do início da temporada, Keys passou por uma cirurgia para reparar o pulso esquerdo machucado, que machucou um ano antes no US Open de 2015. Ela estava ciente da lesão em meados de 2016 e planejava fazer uma cirurgia após o US Open de 2016. No entanto, ela decidiu adiar a cirurgia para tentar se classificar para o WTA Finals de final de ano pela primeira vez. Também durante o período de pré-temporada, Keys reacendeu seu relacionamento com Davenport e a trouxe de volta como sua técnica principal.
Devido à cirurgia, Keys perdeu o Australian Open e só voltou ao cenário do tênis em março, no Indian Wells Open. Embora ela chegasse à terceira rodada do torneio, Keys iniciaria um longo período de lutas que duraria até o verão. Durante este período, ela também passou por uma segunda cirurgia no pulso após o Aberto da França. Keys não venceu partidas consecutivas novamente até o Stanford Classic em agosto. A essa altura, sua classificação havia caído do top 20. Apesar de entrar no torneio de nível Premier com apenas seis vitórias na temporada, Keys venceu o evento após vencer a campeã de Wimbledon Garbiñe Muguruza nas semifinais e a amiga próxima CoCo Vandeweghe na final em seu primeiro encontro. Este foi seu terceiro título na carreira. Keys então derrotou Vandeweghe em sua próxima partida no Cincinnati Open, mas desta vez ela foi parada por Garbine Muguruza na terceira rodada.
Em seguida, Keys jogou no US Open. Na quarta rodada, ela derrotou a quarta cabeça de chave Elina Svitolina para se juntar às compatriotas americanas CoCo Vandeweghe, Sloane Stephens e Venus Williams nas quartas de final. Todos as quatro venceriam suas partidas para criar uma semifinal totalmente americana. Esta foi a primeira vez que quatro americanas chegaram às semifinais em um torneio Major desde Wimbledon em 1985 [en] e a primeira ocorrência no US Open desde 1979. Nas semifinais, Keys derrotou Vandeweghe pela terceira vez em pouco mais de um mês, perdendo apenas três games. Stephens venceu a outra semifinal. Essas vitórias fizeram de Keys e Stephens as primeiras americanas, além das irmãs Williams, a chegar à final de um torneio feminino de Grand Slam desde a técnica de Keys, Lindsay Davenport, em 2005. Tentando se tornar a primeira campeã do US Open além das irmãs Williams desde Davenport  em 1998, Keys perdeu na final para sua amiga íntima em dois sets.

### 2018: Semifinais do Aberto da França e do US Open
Keys entrou no ano tendo disputado apenas um torneio desde a final do US Open. No primeiro major do ano, Keys derrotou a número 8 Caroline Garcia para chegar às quartas de final do Australian Open pela segunda vez. Na quarta de final, ela perdeu para Angelique Kerber, uma de suas adversárias mais difíceis. Fora do Australian Open, Keys venceu apenas uma partida nos primeiros três meses do ano. Ela encerrou a temporada de quadras duras do início do ano com uma desistência devido a uma lesão na coxa esquerda contra Victoria Azarenka no Miami Open no torneio de retorno de Azarenka.
Em abril, Keys voltou às competições da Fed Cup na semifinal contra a França. Ela derrotou Pauline Parmentier em sua única partida para fechar a disputa e colocar os Estados Unidos na final. No Aberto da França, Keys obteve o melhor resultado de sua carreira no torneio. Ela chegou às semifinais sem perder nenhum set para estabelecer uma revanche da final do US Open de 2017 com Sloane Stephens. Esta foi a primeira semifinal totalmente americana no Aberto da França desde 2002. Keys perdeu novamente para Stephens em dois sets. Ela jogou apenas um evento em quadra de grama, perdendo na terceira rodada em Wimbledon.
Na segunda metade da temporada, Keys lutou contra diversas lesões e também estava competindo sem um treinador principal. Ela não tentou defender seu título no Silicon Valley Classic, desistindo devido a uma lesão no pulso direito antes do início do evento. Keys disputou apenas um torneio durante a US Open Series, chegando às quartas de final no Cincinnati Open. Durante o evento, ela quebrou uma sequência de cinco derrotas consecutivas contra a atual campeã de Wimbledon e número 4 do mundo, Angelique Kerber. No US Open, Keys chegou às semifinais perdendo apenas um set. No entanto, ela não conseguiu chegar à final pelo segundo ano consecutivo depois de perder para a eventual campeã Naomi Osaka. Keys não conseguiu converter nenhum de seus 13 break points durante a partida. Após o US Open, Keys disputou três torneios durante a temporada asiática de quadra dura e precisou desistir ou se retirar de todos os três devido a uma lesão no joelho esquerdo. No WTA Elite Trophy, ela avançou fora de seu grupo round-robin através dos critérios de desempate depois de derrotar Daria Kasatkina e perder para a favorita da casa, Wang Qiang. No entanto, ela decidiu ceder sua vaga nas semifinais para Wang devido a uma lesão. Ela também não se disponibilizou para a final da Fed Cup, na qual o time dos Estados Unidos com poucas jogadoras perdeu para a República Tcheca. Keys terminou a temporada em 17º lugar no ranking mundial.

### 2019: Primeiro título no saibro, primeiro título Premier 5
Keys começou a temporada no Australian Open, onde perdeu na quarta rodada para Elina Svitolina. Ela jogou apenas mais dois torneios durante a temporada de quadra dura do início do ano, perdendo suas primeiras partidas no Indian Wells Open e no Miami Open. Mesmo assim, Keys conseguiu se recuperar na temporada de saibro. Depois de retornar para seu ex-técnico Juan Todero, ela conquistou seu primeiro título WTA em quadra de saibro no Charleston Open. Durante o torneio, ela registrou suas primeiras vitórias sobre Sloane Stephens e Caroline Wozniacki nas quartas de final e na final, respectivamente, apesar de nunca ter vencido um set contra nenhum dessas jogadoras. Ela continuou seu sucesso no saibro no Aberto da França, onde perdeu nas quartas de final para a eventual campeã, Ashleigh Barty.
Apesar de entrar no Cincinnati Open em agosto com uma sequência de três derrotas consecutivas e de ter vencido várias partidas em apenas três eventos durante toda a temporada, Keys venceu o torneio por seu primeiro título Premier 5 e o quinto de sua carreira. Ela derrotou Simona Halep, quarta colocada e na época a atual campeã de Wimbledon, na terceira rodada, tendo perdido cinco partidas consecutivas contra a romena, antes de derrotar Venus Williams nas quartas de final e Svetlana Kuznetsova na final. Com o título, Keys voltou ao top 10 pela primeira vez desde junho de 2018. Nos dois torneios seguintes, Keys também venceu várias partidas. Ela chegou à quarta rodada do US Open, estabelecendo uma sequência de nove vitórias consecutivas, o melhor de sua carreira, antes de perder para Svitolina pela segunda vez em um torneio Major no ano. Ela então se retirou do jogo contra Angelique Kerber no terceiro set das quartas de final no Pan Pacific Open e perdeu para a compatriota Jennifer Brady na segunda rodada do China Open. Keys encerrou sua temporada no WTA Elite Trophy. Com uma derrota para Zheng Saisai e uma vitória sobre Petra Martić, ela terminou empatada em primeiro lugar no grupo round robin, mas não avançou devido aos critérios de desempate. Ela terminou o ano em 13º lugar no ranking mundial, sua quinta classificação consecutiva entre as 20 primeiras no final do ano.

### 2020: Final em Brisbane
Keys começou a temporada forte ao chegar à final no Brisbane International, sua primeira final de carreira durante o início da temporada em quadra dura. Ela derrotou as ex-campeãs de Grand Slams Samantha Stosur e Petra Kvitová no caminho, antes de cair para Karolína Plíšková em uma partida acirrada de três sets. Como décima cabeça de chave no Australian Open, Keys registrou vitórias em dois sets sobre Daria Kasatkina e Arantxa Rus, em suas duas primeiras partidas, mas caiu para a 22ª cabeça de chave, Maria Sakkari, na terceira rodada.
Keys não jogou o resto da temporada em quadra dura e estava programada para jogar em Indian Wells, mas o jogo foi suspenso antes do início do torneio devido à pandemia de COVID-19. Quando a turnê foi retomada em agosto, Keys retornou no Western & Southern Open, onde era a defensora do título. No entanto, ela perdeu a partida de abertura para Ons Jabeur na segunda rodada, após ficar de "bye" na primeira. Devido à desistência de várias das 10 melhores jogadoras do US Open alegando preocupações de segurança, Keys foi classificada como sétima cabeça de chave e considerado uma séria candidata ao título. Ela superou as duas primeiras partidas, vencendo em dois sets Tímea Babos e Aliona Bolsova [en]. Infelizmente na terceira rodada, depois de perder o tiebreak do primeiro set e sacar em 2–3 no segundo set contra Alizé Cornet, Keys foi forçada a se retirar da partida devido a uma lesão no pescoço, levando à sua primeira saída do US Open desde 2014, quebrando uma sequência de cinco campanhas consecutivas para a segunda semana. Ela se recuperou a tempo de jogar o Aberto da França, onde ficou como décima cabeça de chave. No entanto, ela foi derrotada na primeira rodada por Zhang Shuai em dois sets, marcando a primeira vez que Keys perdeu na rodada de abertura em um torneio Major desde o Aberto da França de 2014. Ela terminou o ano em 16º lugar no ranking mundial, sua sexta classificação consecutiva entre as 20 primeiras no final do ano.

### 2021: Quarta rodada em Wimbledon, top 50
Como 25ª cabeça de chave, Keys chegou à quarta rodada em Wimbledon derrotando a 13ª cabeça de chave Elise Mertens, em dois sets.
Ela fez sua estreia no US Open em duplas mistas com Bjorn Fratangelo, com quem começou a namorar há quatro anos.

### 2022: Sexto título, semifinais em Majors de simples e duplas, retorno ao top 20
Depois de abrir sua temporada com uma derrota na segunda rodada para Daria Kasatkina no Melbourne Summer Set 2, Keys se recuperou ao conquistar seu primeiro título desde agosto de 2019 no Adelaide International 2, derrotando a compatriota Alison Riske na final com vitórias sobre Elina Svitolina e Coco Gauff nas rodadas anteriores. Sem ser cabeça de chave no Australian Open, ela chegou às semifinais pela segunda vez, derrotando, na ordem, a campeã do Australian Open de 2020, Sofia Kenin, a oitava cabeça de chave Paula Badosa e a quarta cabeça de chave Barbora Krejčíková ao longo do caminho. Ela perdeu para a número um do mundo e eventual campeã Ashleigh Barty nas semifinais. No entanto, ao alcançar sua quinta semifinal de Grand Slam na carreira (e a primeira desde o US Open de 2018), ela voltou ao top 30 pela primeira vez desde agosto de 2021, além de igualar o total de vitórias em partidas do ano anterior.
Continuando o início da temporada em quadras duras, Keys perdeu ambas as partidas de abertura nos dois torneios seguintes no México, mas se recuperou em Indian Wells. Depois de ficar de "bye" na primeira rodada, ela derrotou Misaki Doi, Riske e Harriet Dart para chegar às suas primeiras quartas de final de um WTA 1000 desde seu título em Cincinnati em 2019. Embora ela tenha sido derrotada pela eventual campeã Iga Świątek em uma partida desequilibrada (vencendo apenas um game), foi sua melhor colocação em Indian Wells até então. Seu próximo torneio em Miami terminou rapidamente, caindo para Anhelina Kalinina na partida da segunda rodada.
Keys começou sua temporada no saibro em Charleston mais uma vez. Embora tenha ficado como cabeça de chave N° 9, ela ficou de "bye" na primeira rodada depois que a defensora do título Veronika Kudermetova desistiu pouco antes do início do primeiro dia de jogo. Ela derrotou facilmente Ulrikke Eikeri [en] em dois sets antes de sucumbir à atual medalhista de ouro olímpica e eventual campeã Belinda Bencic na terceira rodada. Começando a temporada europeia no saibro em Madrid, Keys entrou numa chave difícil, acabando por perder para a número 5 do mundo, Maria Sakkari, em um jogo duro de três sets.
Como 22ª cabeça de chave no Aberto da França ela chegou à quarta rodada de simples, onde derrotou Elena Rybakina, 16ª cabeça de chave, na terceira rodada, antes de perder para Veronika Kudermetova, 29ª cabeça de chave, mas teve mais sucesso em duplas, onde chegou às semifinais de um Grand Slam pela primeira vez em sua carreira com Taylor Townsend como dupla de "ranking protegido" em sua estreia. Como resultado, ela voltou ao top 25 no ranking de simples e alcançou o top 100 em duplas no número 98 do mundo, em 6 de junho de 2022.
No Aberto do Canadá, ela alcançou as quartas de final do nível WTA 1000 pela primeira vez em duplas, ao lado de Sania Mirza, onde derrotaram as principais cabeças de chave Elise Mertens e Veronika Kudermetova. Em seguida derrotaram Sofia Kenin e Yulia Putintseva para chegar às semifinais.
No Western & Southern Open, ela alcançou as quartas de final derrotando a primeira cabeça de chave, Iga Świątek, na terceira rodada sets diretos, após cinco tentativas malsucedidas de vitória sobre o então número 1 do mundo. Em seguida, ela derrotou a então detentora do título de Wimbledon, Elena Rybakina, para chegar à nona semifinal de sua carreira no nível WTA 1000 antes de perder para Petra Kvitová.
Como 20ª cabeça de chave, no US Open, Keys foi derrotada por Coco Gauff em dois sets.

### 2023: Retorno ao top 10, sétimo título, segunda quartas de final em Wimbledon e semifinal do US Open
Jogando pela equipe dos EUA na primeira edição da United Cup, Keys venceu todas as cinco partidas, derrotando Marie Bouzková, Jule Niemeier [en], Katie Swan [en], Magda Linette e Lucia Bronzetti a caminho do título. Seu sucesso neste evento permitiu que sua classificação subisse para a décima posição no mundo. Isso marcou o primeiro retorno de Keys ao top ten desde agosto de 2019. No Australian Open, como 10ª cabeça de chave, Keys perdeu na terceira rodada para Victoria Azarenka em três sets depois de vencer o primeiro set por 6–1. Keys teve 39 erros não forçados em comparação com 18 de Azarenka. No Dubai Tennis Championships, ela chegou às quartas de final derrotando a quarta cabeça de chave Caroline Garcia, sua primeira vitória entre as 10 primeiras da temporada, e Azarenka, ambas as partidas em sets diretos.
Em Charleston, ela chegou às quartas de final derrotando a oitava cabeça de chave Magda Linette, mas perdeu para a terceira cabeça de chave Daria Kasatkina. No Aberto da Itália, ela passou para a quarta rodada, desta vez após uma desistência de Azarenka, tendo derrotado Magdalena Fręch na segunda rodada.
No Eastbourne International, ela chegou à final após uma ausência de nove anos neste torneio, derrotando a compatriota e quinta cabeça de chave Coco Gauff, sua 24ª vitória entre as 10 primeiras. Ela conquistou seu sétimo título derrotando a nona cabeça de chave Daria Kasatkina em uma partida com o segundo tiebreak mais longo da temporada sem perder um set. Ela continuou em boa forma para chegar às quartas de final em Wimbledon, derrotando a "wild card" Sonay Kartal [en], a vinda da qualificatória Viktorija Golubic, Marta Kostyuk e a também vinda da qualificatória  Mirra Andreeva em um duro e controverso jogo de três sets. Na quarta de final, perdeu para Aryna Sabalenka em sets diretos.
Ela alcançou sua primeira semifinal de Grand Slam desde o Australian Open de 2022 no US Open, derrotando, em duas partidas consecutivas, duas top 10, Jessica Pegula e a atual campeã de Wimbledon, Marketa Vondrousova. Na semifinal, contra a número um do mundo Aryna Sabalenka, depois de ter vencido o primeiro set por 6–0, acabou perdendo a partida nos dois sets seguintes, que foram muito equilibrados.

### 2024: Segunda semifinal e quartas de final de WTA 1000 no saibro
No Miami Open Keys chegou à quarta rodada apenas pela segunda vez neste torneio, com vitórias sobre Diana Shnaider na segunda rodada em pouco mais de uma hora, e Wang Xinyu na terceira, ambas em sets diretos.
Keys deu início à temporada em quadras de saibro no Aberto de Madri, ela alcançou sua segunda semifinal em um WTA 1000 no saibro, a primeira neste torneio, sem nunca ter passado da terceira rodada até então, derrotando Irina-Camelia Begu em sets diretos porém muito equilibrados, a 15ª cabeça de chave Liudmila Samsonova também em sets diretos, a terceira cabeça de chave Coco Gauff em jogo de três sets e a oitava cabeça de chave Ons Jabeur, vindo de 0–6 e 0–2 para vencer a partida em três sets. Com isso, ela se tornou a terceira mulher americana a chegar às semifinais de Madri e de Roma depois das Irmãs Williams. Ela perdeu seu jogo na semifinal para a N° 1 do mundo e eventual campeã, Iga Swiatek, em sets diretos. Seu próximo compromisso foi no Aberto de Roma, no qual, como cabeça de chave N° 18, venceu Camila Osorio em seu jogo de estreia e Beatriz Haddad Maia na sequência, ambos os jogos em três sets, já nas oitavas de final, venceu Sorana Cirstea em sets diretos, mas nas quartas de final, perdeu para a cabeça de chave N° 1, Iga Swiatek, também em sets diretos. Como cabeça de chave N° 4 no Internationaux de Strasbourg, ela venceu Wang Xinyu em seu jogo de estreia, Magda Linette nas quartas de final e Liudmila Samsonova na semifinal, todos esses jogos em sets diretos. Na final, contra a compatriota Danielle Collins, ela venceu também em sets diretos, conquistando o título sem ter perdido nenhum set durante a campanha. Já no Aberto da França, como cabeça de chave N° 14, venceu Renata Zarazúa [en], na primeira rodada em sets diretos, venceu Mayar Sherif, na segunda, também em sets diretos, mas perdeu na terceira para a compatriota e cabeça de chave N° 22, Emma Navarro, novamente em sets diretos, porém muito equilibrados, ambos decididos no "tiebreak".
Keys começou a temporada em quadras de grama no Eastbourne International, no qual, como cabeça de chave N° 4, ficou de "bye" na primeira rodada, passou pela vinda da qualificatória, Anhelina Kalinina no seu jogo de estreia em sets diretos e se beneficiou da desistência de sua adversária, Karolina Muchova, antes da partida das quartas de final. Na sua semifinal, enfrentou Leylah Fernandez, jogo que perdeu em três sets.

## Finais disputadas
| Legenda          |
| ---------------- |
| Grand Slam (1–1) |
| WTA 1000 (1–2)   |
| WTA 500 (6–2)    |
| WTA 250 (1–0)    |

| Finais por piso |
| --------------- |
| Duro (4–3)      |
| Grama (3–0)     |
| Saibro (2–2)    |
| Carpete (0–0)   |

### Finais de Grand Slam: 2 (1 título, 1 vice)
| Status | V-D | Data     | Torneio                        | Piso | Oponente        | Placar        |
| ------ | --- | -------- | ------------------------------ | ---- | --------------- | ------------- |
| Perdeu | 0–1 | Set 2017 | US Open, Nova York, EUA        | Duro | Sloane Stephens | 3–6, 0–6      |
| Venceu | 1-0 | Jan 2025 | Australian Open, Melbourne, AU | Duro | Aryna Sabalenka | 6–3, 2–6, 7–5 |

### Finais da WTA

#### Simples: 12 (8 títulos, 4 vices)
| Status | V-D | Data     | Torneio                                           | Piso   | Oponente            | Placar        |
| ------ | --- | -------- | ------------------------------------------------- | ------ | ------------------- | ------------- |
| Venceu | 1–0 | Jun 2014 | Eastbourne International, Eastbourne, Reino Unido | Grama  | Angelique Kerber    | 6–3, 3–6, 7–5 |
| Perdeu | 1–1 | Abr 2015 | Family Circle Cup, Charleston, EUA                | Saibro | Angelique Kerber    | 2–6, 6–4, 5–7 |
| Perdeu | 1–2 | Mai 2016 | Internazionali d'Italia, Roma, Itália             | Saibro | Serena Williams     | 65–7, 3–6     |
| Venceu | 2–2 | Jun 2016 | Birmingham Classic, Birmingham, Reino Unido       | Grama  | Barbora Strýcová    | 6-3, 6-4      |
| Perdeu | 2–3 | Jul 2016 | Rogers Cup, Montreal, Canadá                      | Duro   | Simona Halep        | 62–7, 3–6     |
| Venceu | 3–3 | Ago 2017 | Stanford Classic, Stanford, Estados Unidos        | Duro   | Coco Vandeweghe     | 7–64, 6–4     |
| Venceu | 4–4 | Abr 2019 | Charleston Open, Charleston, Estados Unidos       | Saibro | Caroline Wozniacki  | 7–65, 6–3     |
| Venceu | 5–4 | Ago 2019 | Cincinnati Open, Cincinnati, Estados Unidos       | Duro   | Svetlana Kuznetsova | 7–5, 7–65     |
| Perdeu | 5–5 | Jan 2020 | Brisbane International, Brisbane, Austrália       | Duro   | Karolína Plíšková   | 4–6, 6–4, 5–7 |
| Venceu | 6–5 | Jan 2022 | Adelaide International, Adelaide, Austrália       | Duro   | Alison Riske        | 6–1, 6–2      |
| Venceu | 7–5 | Jul 2023 | Eastbourne International, Eastbourne, Reino Unido | Grama  | Daria Kasatkina     | 6–2, 7–613    |
| Venceu | 8–5 | Mai 2024 | Internationaux de Strasbourg, Estrasburgo, França | Saibro | Danielle Collins    | 6–1, 6–2      |